# جون تلوند
جون تلوند (بالإنجليزية: John Toland)‏ هو رياضياتي بريطاني، ولد في 28 أبريل 1949 في ديري في المملكة المتحدة.